# Никольская башня
Нико́льская ба́шня — проездная башня Московского Кремля, выходящая на Красную площадь. Была построена в 1491—1492 годах по проекту архитектора Пьетро Антонио Солари. До конца XV века, то есть до создания Красной площади, от Никольских ворот начиналась Никольская улица. В 1805—1806 годах башня была капитально перестроена в готическом стиле архитектором Луиджи Руска совместно с Алексеем Бакаревым. В 1816—1819 годах под руководством архитектора Осипа Бове сооружение было восстановлено в тех же формах.

## История

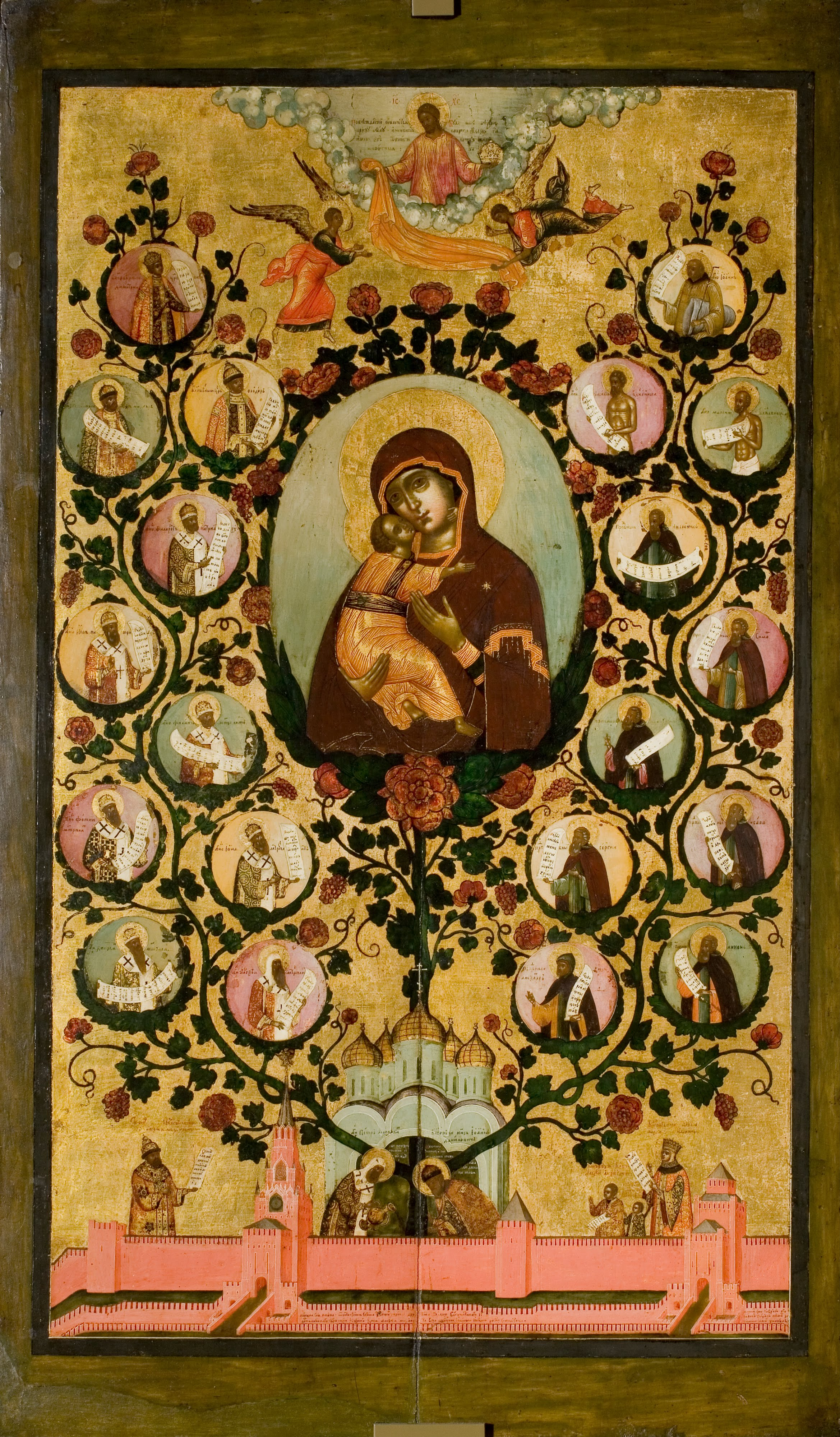
Древо государства Московского с изображением башен Кремля, 1668 год

### Строительство
Предположительно, ограда Кремля Дмитрия Донского проходила от Фроловской (Спасской) башни напрямую к Средней Арсенальной, на месте которой в то время располагалась Гранёная. К концу XV века, на момент правления Ивана III, было принято решение полностью реконструировать старую крепость. В марте 1491-го архитектор Пьетро Солари заложил две дополнительные стрельницы: «едину у Фроловскых ворот, а другую у Никольских ворот». По другим данным, возведение башен началось под руководством Марка Фрязина, однако позднее он передал проект Солари. Вероятно, Фрязин осуществил только работы по возведению фундамента, а Солари соорудил главный фасад крепости.
Из летописных сообщений следует, что башню заложили восточнее старых Никольских ворот. Новое расположение усложнило и задержало работы, поэтому строительство завершилось только в 1492 году. Восточную стену продлили от сооружения в сторону реки Неглинной. По проекту архитектора соорудили мощную башню с проездными воротами и стрельницей, которой была отведена важная оборонительная функция. Фортификационное сооружение предназначалось для защиты проезда и представляло собой каменную пристройку с проходом в нижней части. На втором ярусе располагалась галерея, увенчанная зубцами с бойницами и пирамидками по углам. Стрельница соединялась с деревянным подъёмным мостом, в то время как входную арку башни оборудовали опускными решётками — герсами. Если войска неприятеля прорывались к воротам, решётки закрывали и врага можно было обстрелять с верхней галереи строения. В нижней части башни устроили двойные стены. Все проездные сооружения Кремля имели одинаковую систему защиты, герсы Никольских ворот не сохранились.
Для предотвращения подкопов вдоль прясел устраивались подземелья — «слухи». Забравшись в них, можно было услышать, где неприятель роет подкоп. Такие тайники, в частности, располагались между Никольской и Угловой Арсенальной башней. Согласно описям порух 1646—1647 годов, в застенках башни устроили два слуха, которые к тому моменту находились в ветхом состоянии: «в одном своды сыплются, а другой завалился».
Внешний облик Никольской стрельницы при Иване III был сходен с Фроловской (Спасской). Её венчали зубцы с бойницами, над которыми размещался деревянный шатёр. Отличие между сооружениями состояло только в отсутствии открытой вышки с колоколом, навесных бойниц и орла. Известно, что между Фроловскими и Никольскими воротами были прорыты рвы, обложенные белым камнем. Вход в башню располагался внутри проездной арки, подъёма на стены крепости не предусматривалось. По некоторым данным, своё название сооружение получило благодаря иконе святого Николая Чудотворца («Никола Можайский» или «Никола-с-Градом»), датируемой XV-XVI веками. Путешественник Павел Алеппский кратко описал этот образ во время поездки по России в XVII веке:

На вторых воротах снаружи образ святого Николая, который держит в правой руке обнаженный меч, а в левой этот город, ибо он избавил его от злобы неверного Тамерлана.
Фреска размещалась в нише над воротами со стороны Красной площади. Вероятно, что на выбор святыни повлияло расположение Никольской улицы, которая брала своё начало возле ворот. Со стороны Кремля сооружение украшал фресковый образ Казанской Божией Матери с четырьмя ангелами по бокам. Обе святыни размещались в киотах и под специальными навесами, а перед ними установили лампады. Считалось, что Николай Чудотворец карает клятвопреступников и защищает обиженных, поэтому на площади перед воротами часто заключались сделки. Ряд исследователей полагает, что сооружение получило своё наименование в честь монастыря Николы Большая голова (Старого), располагавшегося неподалёку. В те времена эта обитель играла важную роль в религиозной жизни общества. Менее распространённое название башни: Иерусалимская. Оно возникло благодаря церкви Входа Господня в Иерусалим, которая относилась к Симонову монастырю, находившемуся поблизости.
В 1493 году во время возведения укреплений вспыхнуло два крупномасштабных пожара, которые разрушили деревянные участки кровли и надстройки, а также стену, спускавшуюся от строения к реке Неглинной.

### XVI—XVII века

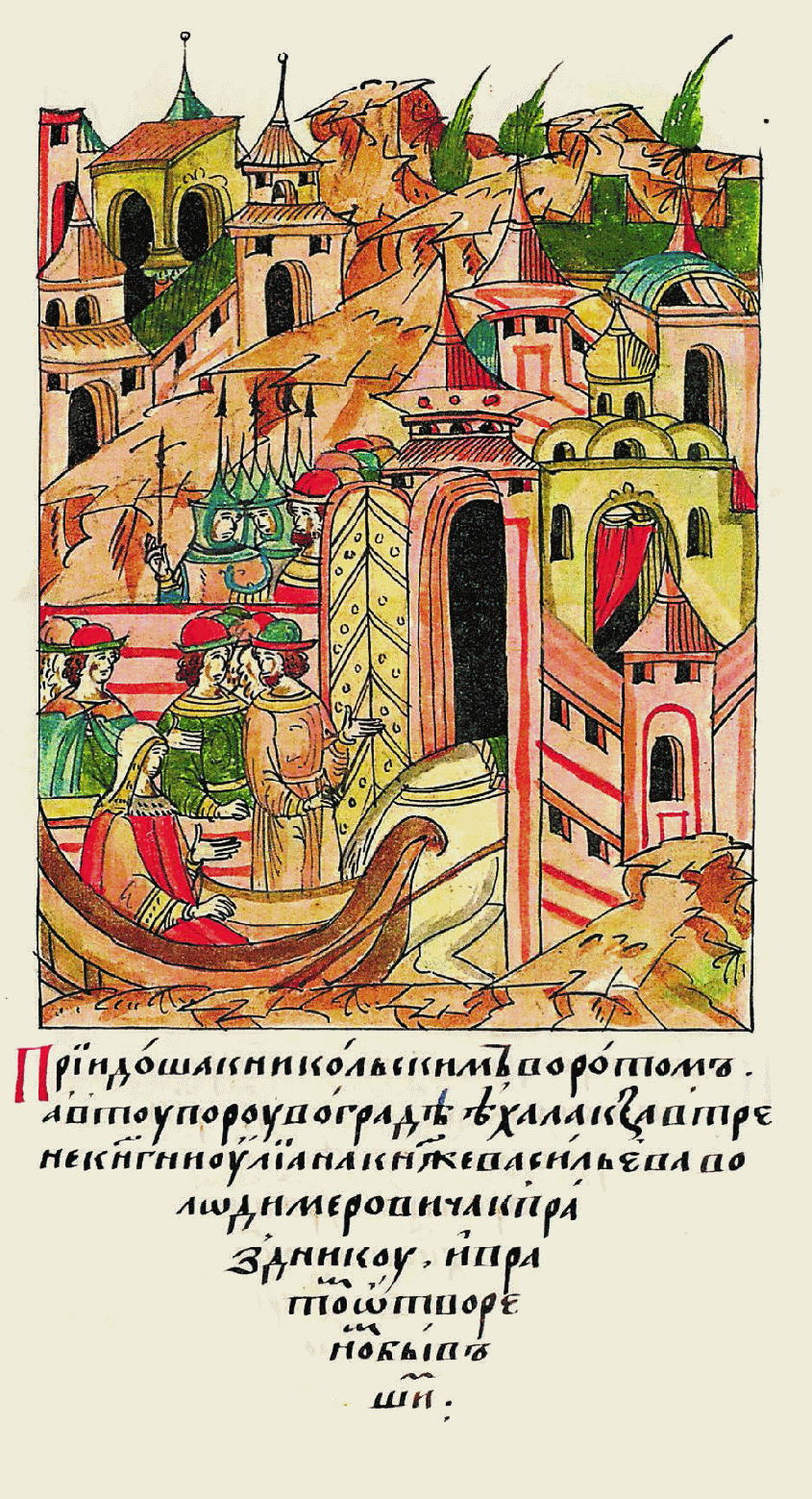
Жена князя Василия Владимировича въезжает в Никольские ворота, XVI век

В XVI—XVII веках войска, собиравшиеся на Ивановской площади, отправлялись в походы сквозь арку Никольской башни. Так, этим путём из Кремля выходили отряды стрельцов, которые предварительно совершали молебен у иконы святого Николая. Ворота использовали также члены царской семьи и паломники, направлявшиеся в длительные поездки. После посещения кремлёвских святынь путешественники старались пройти мимо иконы Николая Чудотворца — покровителя странников. В дни посвящения митрополитов и патриархов торжественная процессия останавливалась возле сооружения для прочтения молитвы и окропления стен святой водой. Известно, что в этот период башню, возвышавшуюся над жилыми строениями, украшали часы с колоколами, последнее упоминание о которых относится к 1612—1614 годам. Предположительно, они были уничтожены во время пожара 1626-го.
1 ноября 1612 года ополчение во главе с князем Дмитрием Пожарским и Кузьмой Мининым через Никольские и Спасские ворота торжественно вступило в Кремль. В 1687 году на мосту перед Никольской башней царевна Софья, цари Иван V и Пётр I жаловали к руке командиров войска, отправлявшегося в Крымский поход.
В конце XVI — начале XVII века башня была отмечена на плане «Кремленаград». На нём видно, что над воротами располагался киот, в котором, вероятно, и находился образ святителя. В 1668 году Кремлёвская стена была запечатлена на иконе Симона Ушакова «Древо государства Российского». На этом образе крепость изображена в красной расцветке, а Никольскую башню венчает низкий шатёр. Согласно описанию Павла Алеппского в XVII веке на внутренней стороне ворот находился образ: «Господа, перед коим предстали святой Леонтий со своим содругами». Вратные иконы неоднократно восстанавливались и обновлялись, возможно, работы были приурочены к реставрациям башни, тем не менее достоверных подтверждений этому факту не сохранилось.
Несмотря на реконструкцию, проходившую в 1658 году, к 1667-му строение сильно обветшало и требовало капитального ремонта. В ветхом состоянии находились и прясла, в отдельных местах которых кирпич осыпался до подошвы. В описи того времени отмечалось: 

<…> ворота Никольские проезжие без свода. Кругом ея ход, на зубцах кирпич почал сыпаться. А сказали дозорщики, что кровля на той башне худа. Кругом той башни перила; зубцы нат ой башне и на перилах многие осыпались. Кровля на ней покрыта полаткою, кровля из башни худа.
В XVII веке служебные и складские помещения у Никольских ворот занимала зелейная казна — запасы пороха и снарядов. Тайники, слухи, подземные ходы, ров и дополнительная стена поддерживались в рабочем состоянии. У стрельницы регулярно дежурил караул, на башне располагался пост охраны, а при сооружении жили четыре воротника, которые запирали и открывали ворота. Из-за оживлённого движения у Никольских ворот в XVII столетии деревянный подъёмный мост заменили каменным. В этот период проход башни служил в основном для сообщения боярских дворов и монастырских построек в северо-восточной части крепости с торгово-ремесленным посадом. Близ Никольских и Спасских ворот находились места постоянной дислокации «прибылого» караула, отвечавшего за охрану царской семьи во время внезапных выездов за пределы крепости.

### XVIII век

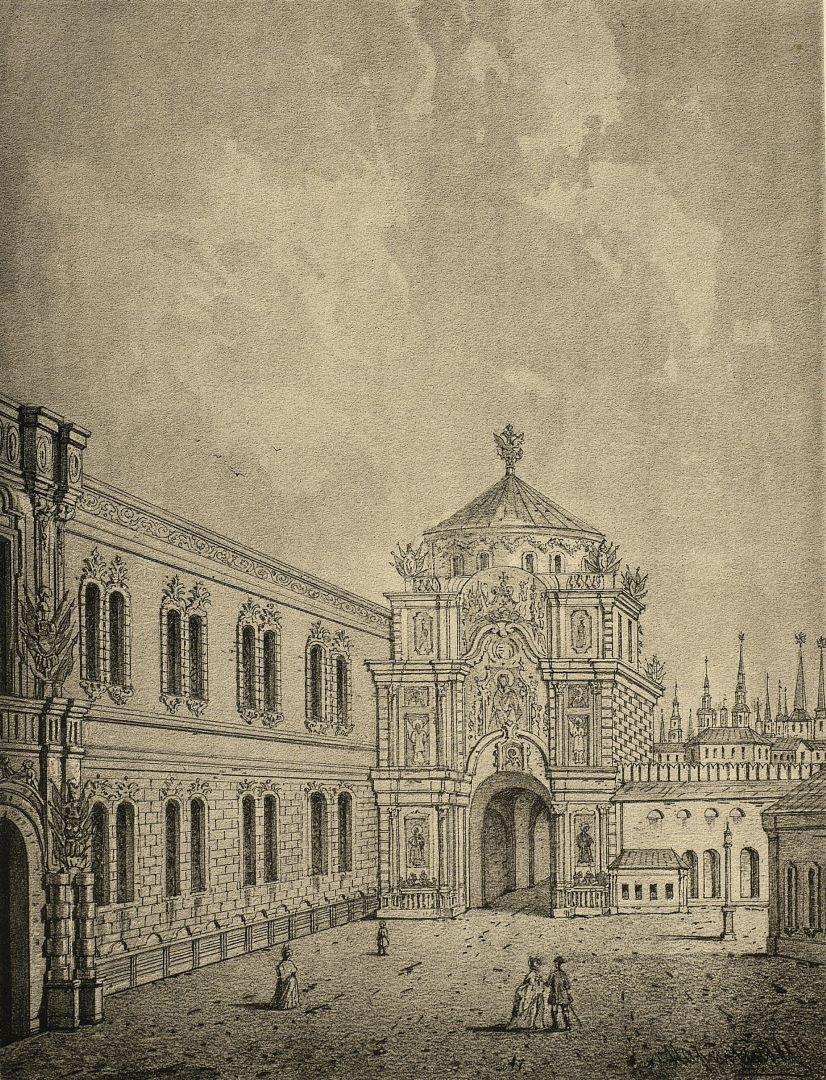
Никольские ворота (вид из Кремля), 1775 год

По указу Петра I в начале XVIII столетия все московские укрепления были подробно описаны и измерены. В 1707 году проходила масштабная реконструкция строений в связи с возраставшей угрозой атаки шведов. В этот период Никольскую башню дополнили редутом — насыпным валом, расположившимся вдоль стен. Даже после победы в Полтавской битве оборонительное сооружение было решено оставить.
В 1737 году Никольская башня пострадала от крупного пожара. Пламя повредило деревянные перекрытия между этажами и мост через ров. Разрушенные постройки реконструировали по проекту архитектора Ивана Мичурина. Сооружение приобрело пышное барочное убранство, в котором также было выполнено здание Арсенала, возведённое в это же время. Согласно рисункам XVIII века оба строения имели одинаковую высоту, башня завершалась куполом. Однако уже в 1770-х годах проездное строение находилось в «ветхости и великой опасности». В 1780 году Никольскую башню отреставрировал и дополнил высоким круглым ярусом с низким шатром Карл Бланк. Несмотря на реконструкции, к концу XVIII века здание находилось в ветхом состоянии. Земляные укрепления осыпались, облицовка Алевизова ручья на Красной площади частично отпала.

### XIX век

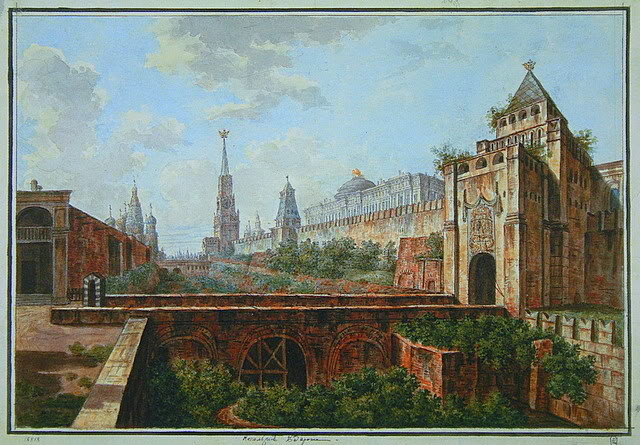
Никольская башня и Алевизов ров на начало XIX века

В 1805—1806 годах архитектор Луиджи Руска провёл капитальную реконструкцию башни совместно с Алексеем Бакаревым. Прежнюю надстройку над четвёриком заменили готическим восьмигранным ярусом с высоким шатром и ажурными украшениями белого камня. Позднее советские исследователи отнесли такое преображение в ходе восстановления к «свободной художественной реставрации». Икона святителя Николая была также отремонтирована и помещена в рамку с килевидным завершением. По бокам от святыни и ворот выполнили оформление рустом. Именно в этот период шатёр над сооружением впервые выполнили в камне, в то время как остальные башни Кремля надстроили кирпичными куполами ещё в XVII веке. К коронации Александра I архитектор Пьетро Гонзаго украсил башню глобусом с двуглавым орлом. Современник Александра Пушкина крупный археограф Алексей Малиновский так высказывался о строении:
<...> не имела ни огромности, ни таких украшений как Спасская, даже прочности равномерной недоставало ей, ибо прежде других так обветшала, что в 1810г. вновь была выстроена.
Взрыв башни французами

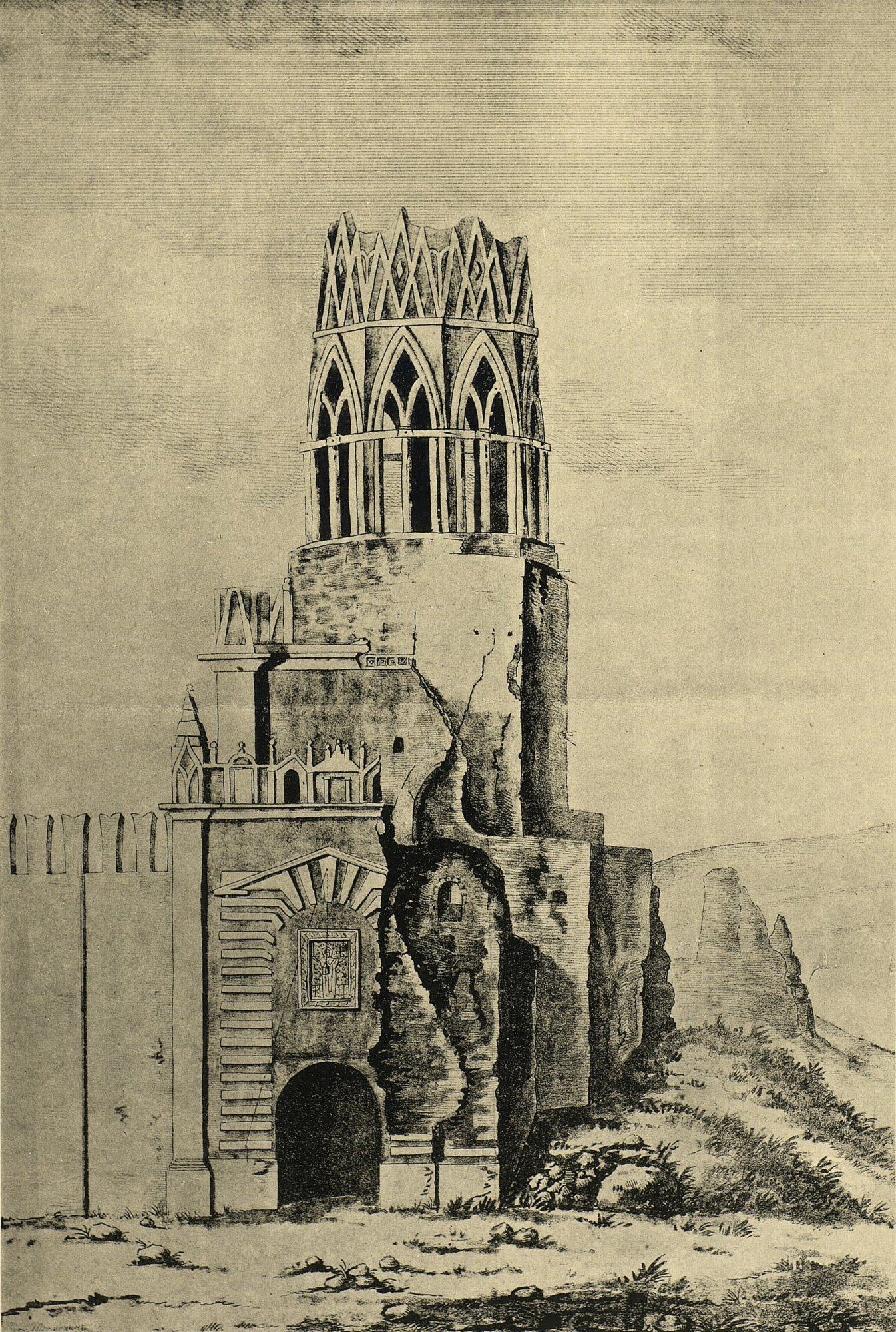
Изображение Никольской башни, разрушенной от взрыва. 1812—1817 гг.

Во время оккупации Москвы 1812 года Наполеон приказал привести крепость в оборонительное состояние. Однако, в отличие от других башен, Никольская не была забаррикадирована. При эвакуации французские войска организовали подрыв здания Арсенала, во время которого пострадала и Никольская башня. Обрушился шатёр строения, и осыпалась верхняя часть ворот, рухнувшие части башни накрыли расположенный рядом Казанский собор. Тем не менее, часть четверика и киот с иконой Николы Можайского уцелели. В книге писателя Алексея Ремизова «Образ Николая Чудотворца» описывается это событие:
Рвануло так, что выбило окна и двери у всех домов в округе. От Арсенала остались одни развалины. И полбашни рухнуло. А вот Никола — с мечом и градом — устоял! Даже стекло на иконе не треснуло. Даже фонарь со свечой продолжал висеть.
Весть о чудесном спасении святыни стала известна Александру I. Во время посещения Москвы он лично убедился в сохранности надвратного образа и распорядился прежде всего восстановить башню, а под иконой поместить мраморную доску, слова для которой написал самостоятельно:

В 1812 году, во время неприятельского нашествия, твердыня сия почти вся была разрушена подрывом неприятеля; но чудесною силою Божией св. образ великого угодника Божия, святителя Николая, зде начертанный на самом камени, а не токмо самый образ, но и самое стекло, прикрывавшее оный, фонарь со свещею остались невредимыми. Кто Бог велий, яко Бог наш! Ты еси Бог, творяй чудеса: дивен Бог во святых своих.

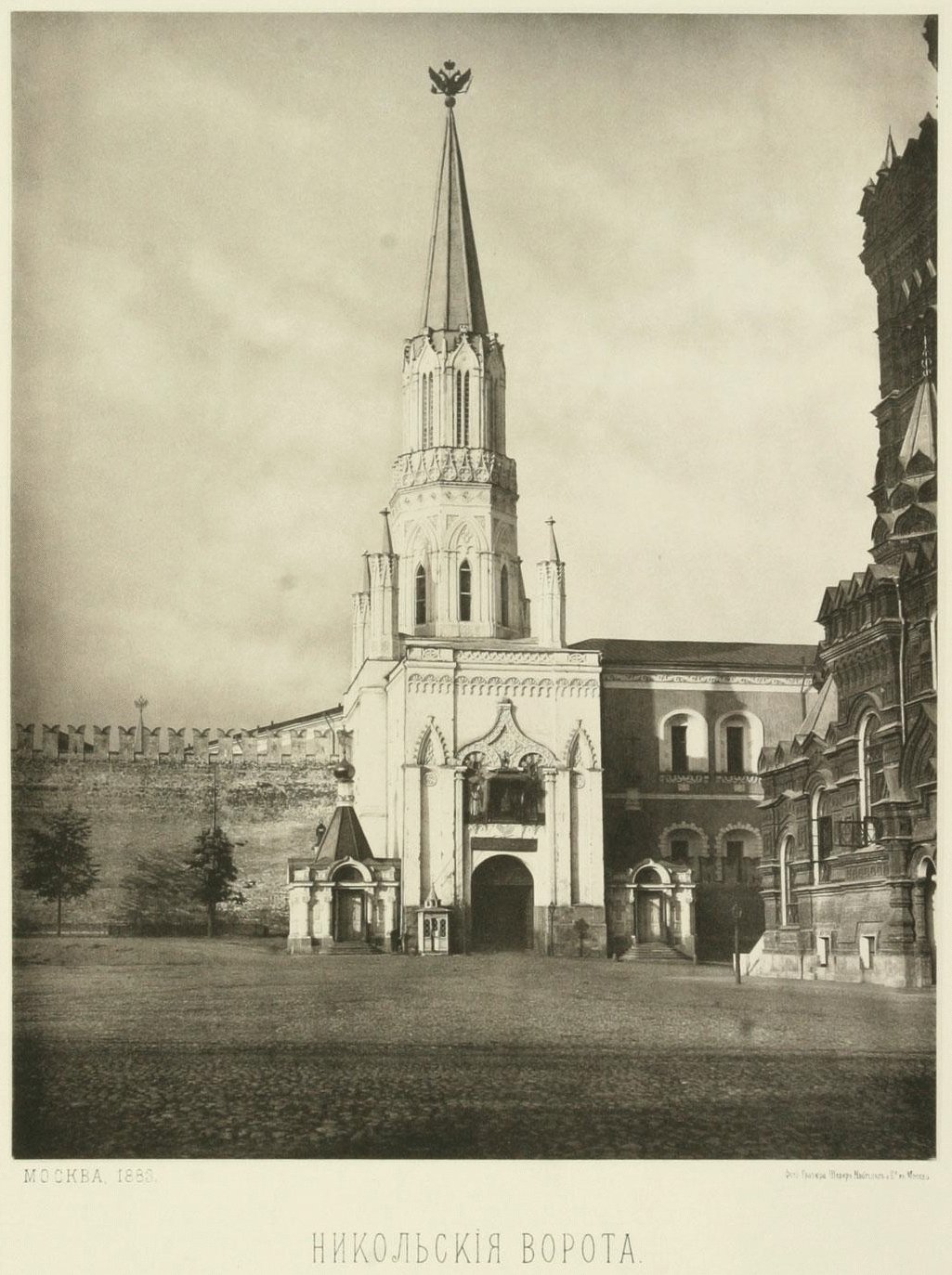
Никольская башня, а также часовни Николая Чудотворца (слева) и Александра Невского (справа). 1883 год

Восстановление проходило в 1816—1819 годах под руководством архитектора Осипа Бове. Во время реставрации конструкция и внешний облик здания подверглись изменениям. По предложению надзиравшего за работами архитектора Фёдора Кирилловича Соколова, массивный белокаменный шатёр заменили на более лёгкий с железным каркасом, а также выборочно перестроили внутреннюю часть сооружения. Бойницы башни демонтировали. По углам четырёхгранного объёма установили высокие и тонкие башнеобразные фиалы, которые добавили строению готический облик. Их декор повторял убранство восьмериков. Фреска Николы Можайского была заключена в псевдоготическую белокаменную декорацию, предположительно в этот же период по бокам рамы образ дополнили двумя припавшими на колени ангелами. Сооружение выкрасили в белый цвет, а в воротах установили новые дубовые полотна. Также изменились и пропорции строения: при общей высоте 67,1 метр на металлический шатёр строения приходилось 15. Известно, что в восстановлении здания участвовал архитектор Владимир Бакарев. В 1819 году работы были окончены, а через четыре года стену между Спасской и Никольской башнями покрасили белой краской. В книге «Прогулки по допетровской Москве» отмечается, что после реконструкции от первоначального «итальянского» убранства сооружения почти ничего не осталось. В начале XIX века москвовед В. А. Никольский высказал точку зрения, согласно которой Никольская башня «приобрела облик немецкой кирхи». По мнению других исследователей, благодаря реконструкции она стала самой стройной из всех.
С 1822 года строение находилось в ведомстве Московского губернского архива. Вдоль верхних ярусов четверика башни установили полки, где хранились дела правления. Внутри здания устроили спиральную лестницу, поднимавшуюся к верхушке. Помещения стрельницы были также отведены для хранения документов. Однако комнаты, не оборудованные вентиляцией и отоплением, являлись достаточно сырыми, что неблагоприятно сказывалось на состоянии дел. Башня также оставалась одним из главных проездных сооружений крепости, поэтому в течение XIX века её неоднократно реставрировали. Так, в 1831 году в отводной стрельнице заложили боковые проходы, через которые можно было выйти на бульвары вдоль стен. В 1853 и 1855 годах на сводах и стенах сооружения обновили штукатурку и заделали трещины. В 1860 году архитектор Пётр Герасимов подготовил проект реконструкции Никольской башни. Он полагал, что строение сильно отличается от других крепостных сооружений, и планировал демонтировать готический белокаменный узор, а также возвести шатровый объём крыши, однако его задумка не была осуществлена. В 1878 году проходил капитальный ремонт сооружения, во время которого обвалившиеся части строения заменили новыми. Также переложили и обили железом цоколь, однако боковые проходы решили не восстанавливать.
Никольская башня выделялась архитектурными формами и была заметна издалека, поэтому её особенно ярко украшали во время коронационных торжеств. Так, строение декорировали щитами, цветными фонарями и гирляндами, а прясла стен — освещёнными гербами Российской империи.

### XX век

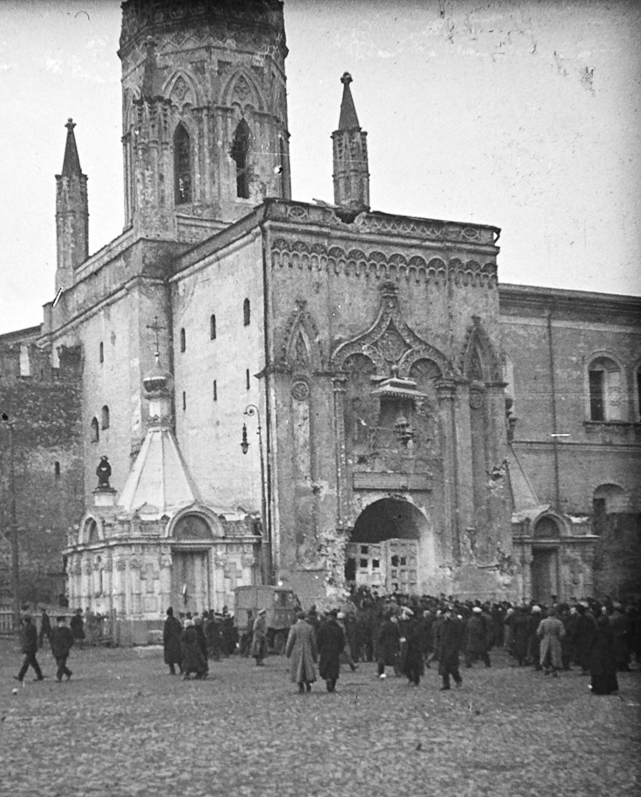
Разрушенные Никольские ворота, ноябрь 1917 год

В октябре 1917 года Никольская башня сильно пострадала в ходе вооружённого восстания. В сооружениях Кремля располагались военные посты юнкеров, которые обстреливала артиллерия красногвардейцев. Огонь по Никольской стрельнице вёлся от перекрёстка Никольской улицы и Богоявленского переулка. Надвратная икона святителя Николая с киотом была также сильно повреждена: с одной стороны образа изображение ангела сбили, с другой — пробили насквозь, пространство вокруг головы и плеч святителя деформировалось от прямого обстрела. Однако сам лик святого затронут почти не был, что верующие москвичи восприняли как чудо. Подавив сопротивление, войска Красной гвардии вошли в Кремль через Никольские и Троицкие ворота.
В 1918 году согласно решению комиссии по реставрации Кремля начались работы по восстановлению башни под руководством архитектора Николая Марковникова. Рабочие расчистили стены от поновлений до самого древнего слоя и заделали следы от пуль и осколков, а также раскрыли от более поздних закладок оконные проёмы второго яруса. Строение перекрасили из белого в красный, под цвет прясел Кремля. В этот же период демонтировали мемориальную табличку Александра I. Икону святого Николая отреставрировали под руководством Игоря Грабаря и заключили в железную раму со съёмным стеклом. В 1919 году на прежнее место решили вернуть старинный балдахин с железной рамой и фонарём, располагавшийся над святыней. В 1920—1922 годах по инициативе Отдела реставрации более поздние росписи ангелов (предположительно, конец XVIII — начало XIX века) по сторонам от центрального образа ликвидировали. Согласно документам к 1925-му изображение Николая Можайского сохранилось только частично. В этом же году комиссия изучила проездные башни с целью выявления «предметов религиозного культа». Об образе над Никольскими воротами она свидетельствовала следующее:

 Фреска Николая Можайского представляет исключительно-художественный интерес как редкий памятник наружной фрески XVI века.
Во время строительства Мавзолея Ленина в застенках прясла вдоль Красной площади обнаружили остатки подземных палат. Предположительно, ходы были либо соединены с подвальными частями Спасской, Сенатской, Никольской и Угловой Арсенальной башен, либо объединены в единую галерею, связывавшую эти сооружения. В послевоенные годы проходила реставрация исторических памятников крепости, в 1973 году также проводились крупномасштабные восстановительные работы. В этот период на Спасской, Никольской, Троицкой, Боровицкой и Водовзводной башнях произвели ремонт белокаменных украшений. До 1990-х годов в ночное время освещались только Никольская и Спасская башни, позднее была установлена прожекторная подсветка и других строений.
Празднование Первомая 1918 года

Молебен святителю Николаю у Никольских ворот, 22 мая 1918 года

В апреле 1918-го перед первым официальным празднованием Первомая фасад вместе с иконой занавесили красными полотнами. По одной из версий накануне пролетарского праздника сильные порывы ветра скрутили отрезы ткани, открыв икону на обозрение публики. Однако некоторые очевидцы вспоминали, что стояла безветренная погода, а полотно разорвалось, словно его разрезали мечом. Так, в дневниках историка Петра Ковалевского это событие описывается следующим образом: 
В присутствии Ленина и всего совнаркома был первомайский парад. Как раз в разгар манифестации материя на Никольских воротах, прямо против образа разорвалась и упала на площадь, а не было ни ветра, ни какого либо дефекта в шитье полотнища. Митрополит Вениамин привез потом кусок материи, и он оказался как ножом отрезанным.
Архиепископ Иоанн (Шаховской), в юности также ставший свидетелем происшествия, писал, что как только икона «очистилась» от красной материи, её обстрелял неизвестный солдат.
Необычное событие произвело большое впечатление на публику. В газете «Наше слово» от 2 мая 1918 года упоминается, что случай также вызвал «всевозможные комментарии» среди верующей части населения. Известно, что весть об этом быстро распространилась среди москвичей и к Никольским воротам началось массовое паломничество, поэтому красноармейская конница была вынуждена разгонять толпу. Через двое суток та же газета сообщала, что у Никольской башни продолжают собираться люди:

Вот одна женщина клятвенно утверждает, что она сама видела, как утром 1 мая Николай Чудотворец огненным мечом рассекал красную пелену. Её рассказ подтверждает какой-то молодой человек. Рассказчиков окружает жадно слушающая толпа. Вдруг — трах! Раздается выстрел из винтовки. Это часовой на Кремлёвской стене стреляет в воздух, заметив скопление публики. Народ шарахается в разные стороны, но через несколько минут собирается вновь.
22 (9) мая 1918 года Патриарх Тихон совершил литургию в Казанском соборе на Красной площади, после чего повёл крестный ход к Никольским воротам. Возле сооружения состоялся торжественный молебен святителю Николаю, запечетлённый на документальных фотографиях.
Долгое время иконы на башнях Кремля считались утраченными, однако документального подтверждения ликвидации образов не сохранилось. Некоторые исследователи предполагали, что они были замурованы в 1937 году в связи с празднованием 20-летия Октябрьской революции.

### XXI век

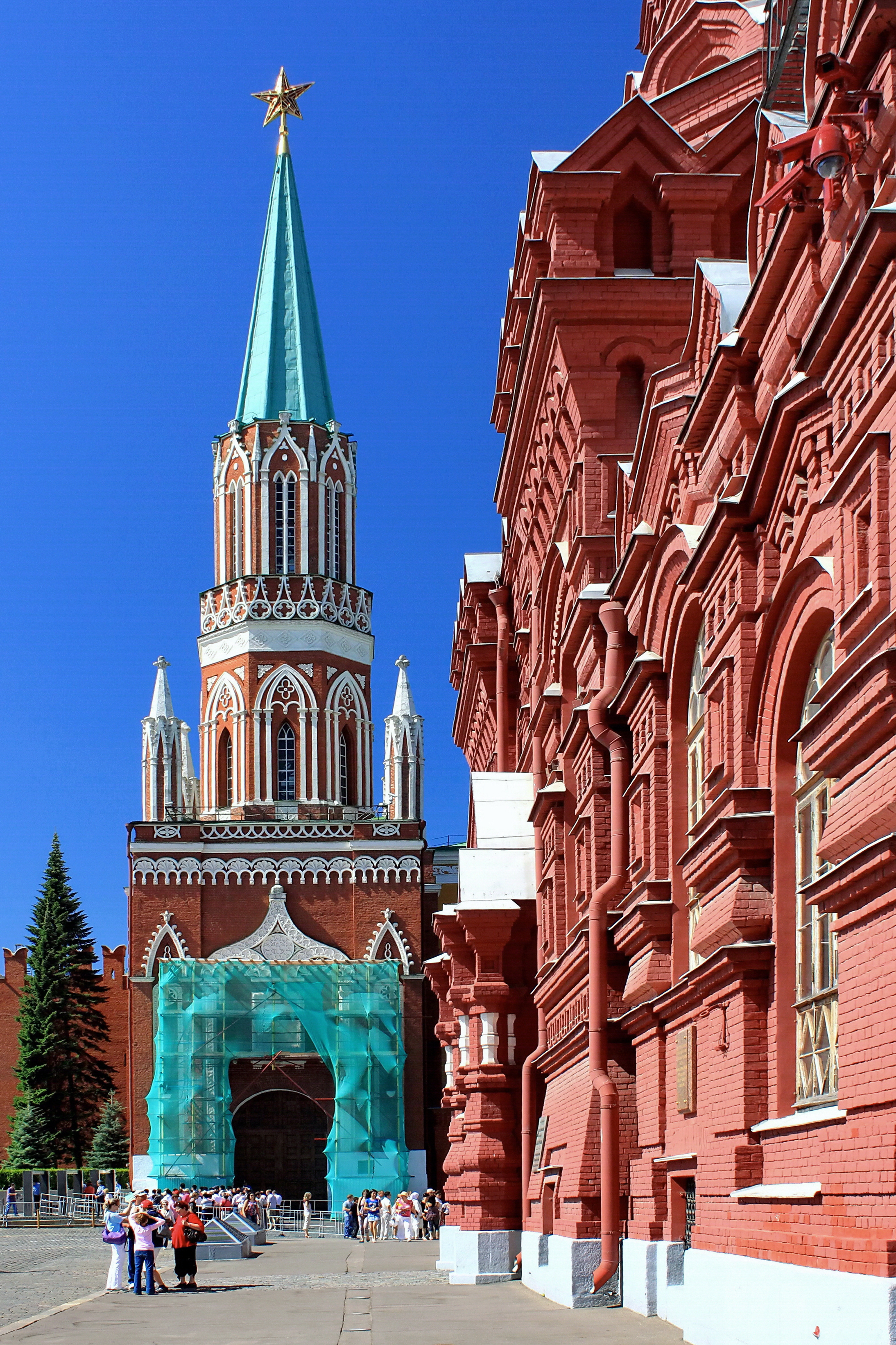
Леса на Никольской башне, 2010 год

В 2007 году председатель общественного фонда Андрея Первозванного Владимир Якунин выступил с предложением восстановить утраченные иконы на башнях Кремля, для чего на базе организации создали инициативную группу. В апреле 2010-го исследователи «Межобластного научно-реставрационного художественного управления» провели зондирование стен Никольских и Спасских ворот. По результатам работ 11 мая 2010 года Якунин заявил, что иконы были обнаружены под десятисантиметровым пластом штукатурки и сетки. 5 июля того же года начались работы по восстановлению древнего образа на Никольской башне. После «раскрытия» икон от верхних наслоений реставраторы сообщили, что изображение Николы Можайского уцелело примерно на 50 %, в то время как лик Спасителя над Спасским воротами — на 80 %. Вице-президент общественной организации Михаил Якушев сообщил:
Уже судя по тому, что мы видим, — это исторический слой конца XV—XVI века
Восстановление исторического облика Никольских ворот осложнялось тем, что икону создавали водными красками, а также частичным отслоением штукатурки, которое произошло в результате обстрела башни в 1917 году. Во время реконструкции на фреске обнаружили многочисленные отметины от пуль и снарядов, а также следы средневековых пожаров.

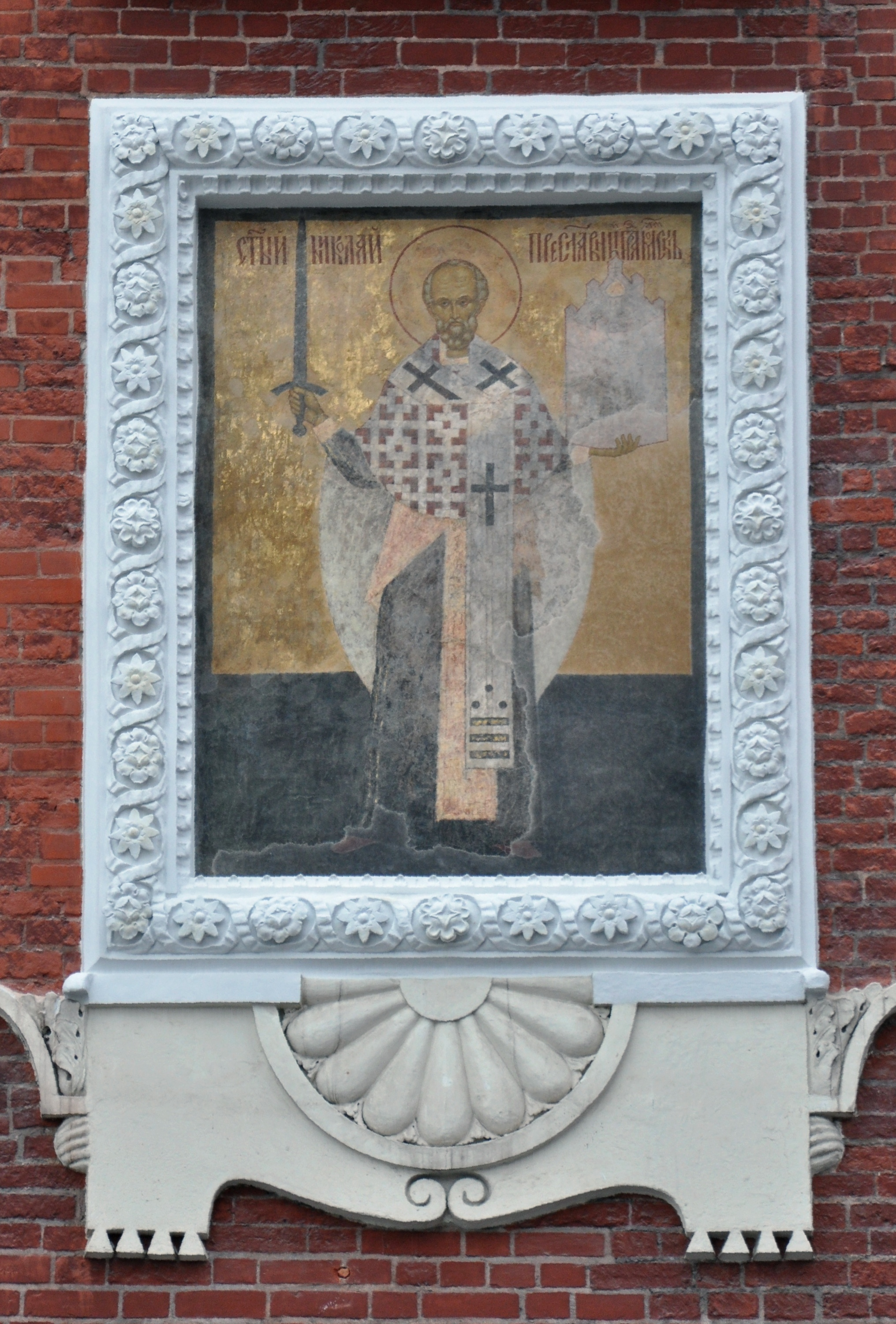
Восстановленная икона Николы Можайского, 2010 год

На изображении почти полностью отсутствовала левая рука за исключением ладони, частично была утеряна краска лика святого. Вернуть образу первоначальное состояние удалось при помощи исторических документов и графьи — рисунка, который наносили по сырой штукатурке острым предметом перед началом живописных работ. Из-за постоянных поновлений и реставраций точную дату создания фрески специалисты установить не смогли, однако предположительно восстановлен образ святыни, относящийся к XVI веку. Для защиты иконы от негативного воздействия было установлено специальное безбликовое стекло c системой вентиляции.
Работы по воссозданию лика святого завершились 28 октября 2010 года, позднее башню расчистили от лесов. 4 ноября того же года состоялось торжественное освящение иконы Патриархом Московским и всея Руси Кириллом. Церемония была приурочена ко Дню народного единства, так как именно через Никольские и Спасские ворота в 1612 году объединённое ополчение вступило в Кремль.
В 2016 году в ходе реконструкции стен Кремля проводилась реставрация Никольской башни. Исследователи изучили фундамент и стены строения на прочность. Опасения вызывали не только возможные последствия сильного взрыва 1812-го, но и рукотворный ров. Он был прорыт в 1508 году и засыпан позднее, что могло вызвать нестабильность грунта. Во время реконструкции укрепили и законсервировали кирпичную кладку, а также восстановили известняковый декор. Работы велись под постоянным воздействием тепловых пушек, так как технология требовала поддержания плюсовой температуры. Рубиновая звезда также была обновлена, а её каркас очищен от следов коррозии. Именно в этот период лампу накаливания, расположенную внутри, заменили современным энергосберегающим аналогом.

## Архитектурные особенности

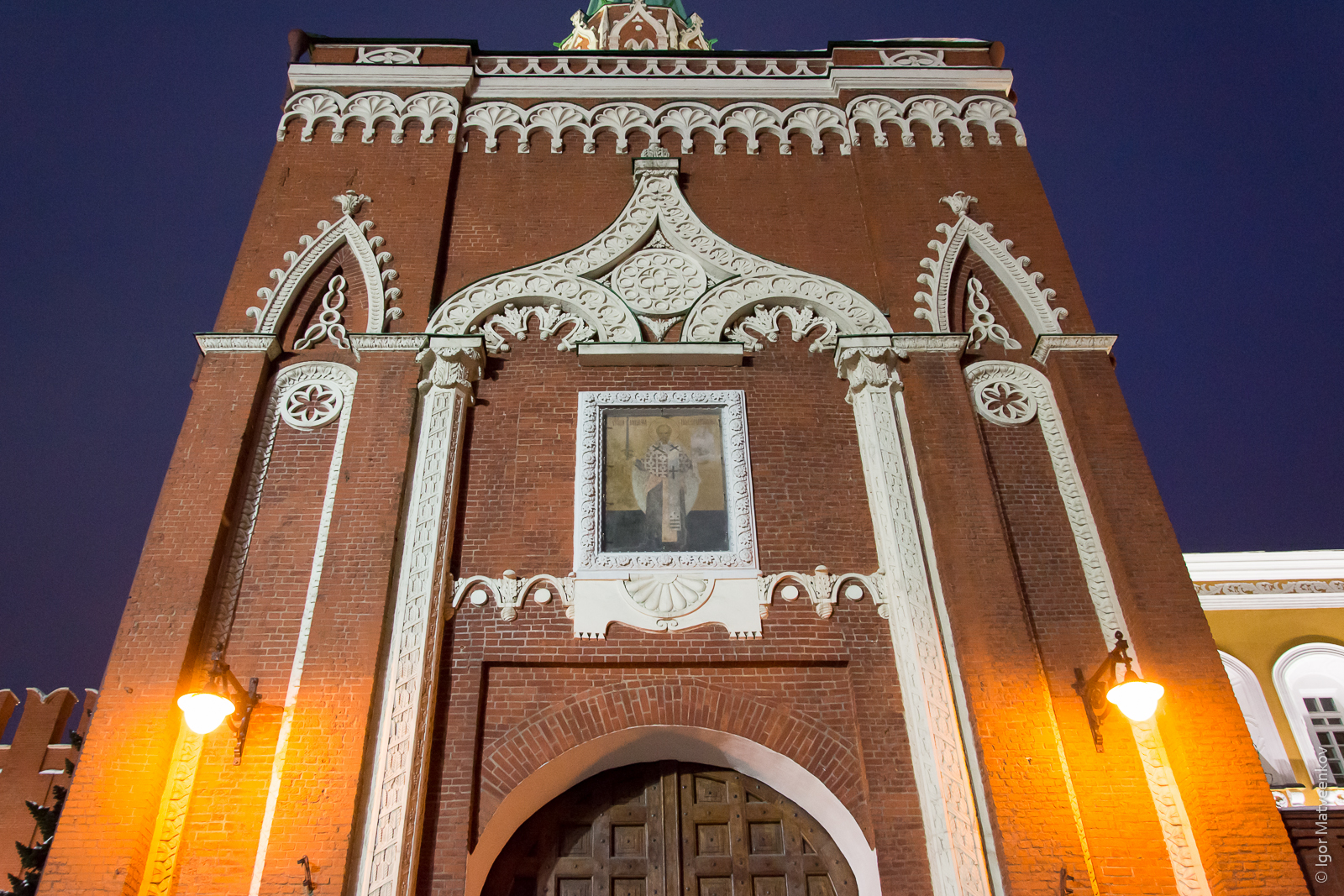
Декор Никольских ворот, 2013 год

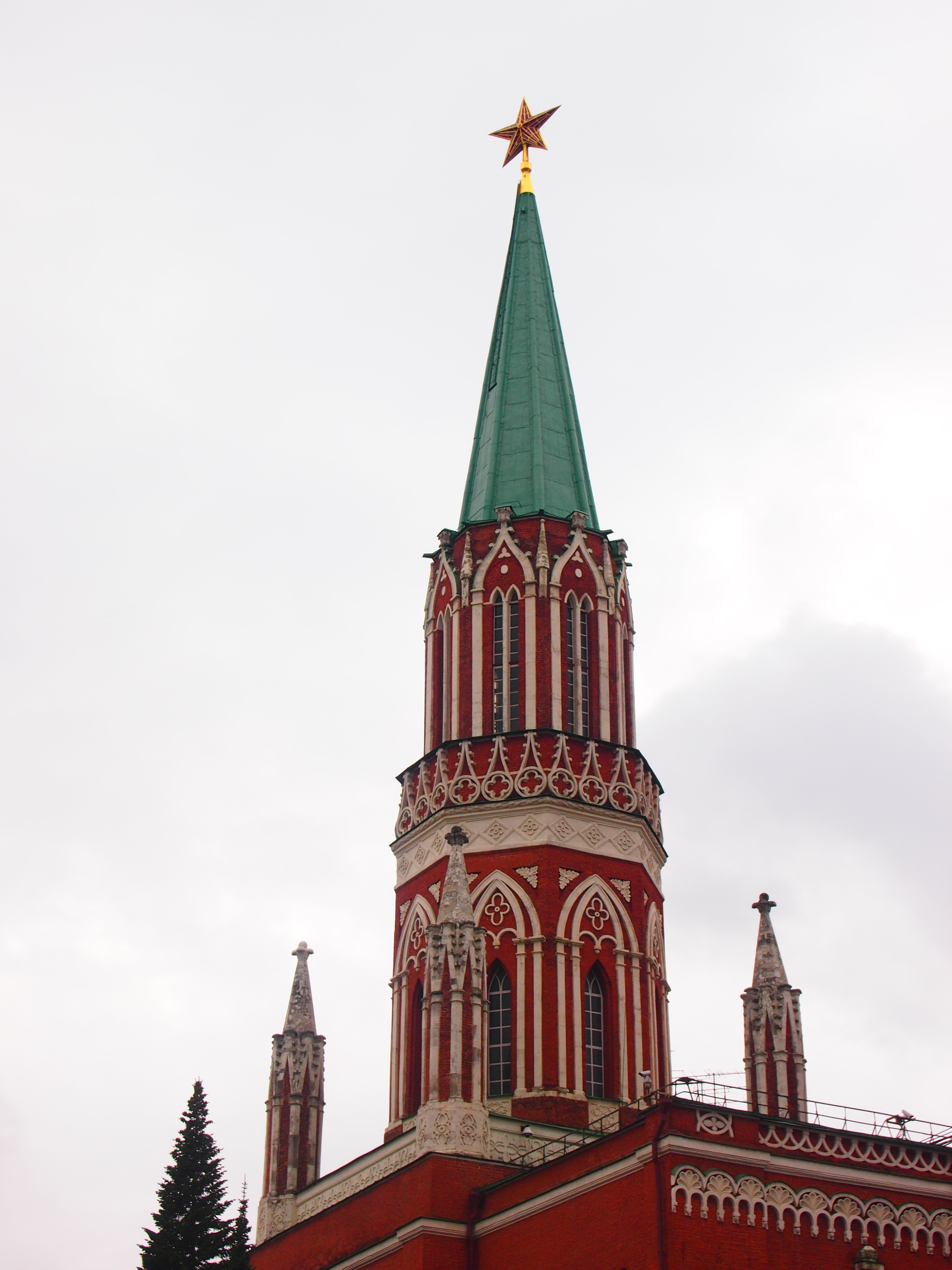
Декор Никольской башни и фиалов, 2010-е гг.

В книге «Московский Кремль в старину и теперь» историк Сергей Бартенев приводит следующие размеры башни: высота — 31 сажень (66,14 метра), периметр основания — 29 саженей (61,87 метра), высота низа — 9 саженей (19,20 метра), высота верха — 22 сажени (46,9 метра).
Восьмигранный объём второго яруса врезан в нижний четверик и завершён куполом. Боковые части строения прорезаны двумя рядами низких закруглённых окон и лишены украшений, что обеспечивает контраст с главным фасадом, декорированным орнаментированным порталом. Башня и стрельница соединены системой лестниц и двухъярусных переходов, которые расположены по периметру верхней части четырёхгранного объёма. Отводная стрельница равна по ширине основанию башни, что было нехарактерно для проездных сооружений Кремля. Её верх поделён плоским перекрытием на два прямоугольных помещения, которые освещают ряды окон. Характерными отличиями башни являются белокаменный декор в готическом стиле, а также четыре возвышения-фиала.
Башня состоит из пяти этажей, три из которых расположены в нижней части строения. Четырёхгранный объём сходен по устройству с основанием Спасской башни, однако несколько ниже. Второй и третий его ярусы снаружи имеют четыре стороны, но внутри представляют собой восьмерик.
Звезда Никольской башни
Накануне 18-й годовщины Октября Совет народных комиссаров СССР и Центральный комитет партии приняли решение:

<…> к 7 ноябрь 1935 г. снять 4 орла, находящиеся на Спасской, Никольской, Боровицкой, Троицкой башнях Кремлёвской стены, и 2 орла со здания Исторического музея. К тому же сроку <…> установить на указанных 4 башнях Кремля пятиконечную звезду с серпом и молотом.
Звёзды для башен изготовили из металла, позолотили и украсили уральскими самоцветами. Хрусталь для изделий гранили из крупных камней старейшие мастера. В центре каждого навершия с двух сторон закрепили герб страны, также составленный из полудрагоценных камней. 26 октября 1935 года вместо двуглавого орла на башне установили пятиконечную звезду. Изделия на Никольских и Спасских воротах стали самыми большими из всех. Расстояние между лучами звезды составляло 4,5 метра, а её вес достигал тонны. Некоторые исследователи нашли декор над Никольской башней самым скромным. В 1937 году самоцветные звёзды решили заменить светящимися рубиновыми аналогами. Новое изделие было меньше в размерах — его ширина составила 3,75 метра, однако оно обладало самым большим количеством граней на луч — 12.

## Часовни
Возле Никольских ворот находились две одноглавые часовни. Они были возведены на средства купца И. С. Карзинкина, который исполнял завещание своего отца. Слева от башни располагалась часовня Николая Чудотворца, справа — Александра Невского. Обе были построены из дерева в 1821 году, затем реконструированы в камне и в 1883—1886 годах перестроены в русском стиле. Над входом в часовни располагался образ Казанской Божией Матери. Строения находились в ведении Казанского собора на Красной площади. Их иконы и росписи отмечали знаковые даты Отечественной войны 1812-го. Так, в часовнях установили образы апостола Филиппа и святого Стефана в память об отступлении наполеоновских войск из Первопрестольной, росписи потолка и стен были посвящены Бородинской битве, Сражению на Березине, дню взятия Парижа. В обязанности настоятелей часовен входил также уход за неугасимой лампадой надвратной иконы Николы Можайского.
После Октябрьской революции строения лишили крестов, а в 1925 году их решили снести с целью устранения поздних наслоений башни. В том же году они были полуразобраны. Однако окончательно их демонтировали (одновременно с часовней Спасских ворот) только в 1929 году во время обустройства трибун и мавзолея между двумя башнями. Иконы из святилищ перенесли в храм Иоанна Воина на Якиманке, а на освободившейся территории обустроили общественные туалеты. За бывшей часовней Александра Невского устроили пункт охраны.